# Madagaskarbijeneter
De madagaskarbijeneter (Merops superciliosus) is een bijeneter.

## Verspreiding
Deze bijeneter komt algemeen voor in gebieden met grasland en kustgebergten in Oost-Afrika en Madagaskar en daarnaast een geïsoleerde populatie in het westen van Angola. Voor een deel zijn deze bijeneters trekvogels, die in het droge seizoen naar het noorden trekken.
De soort telt twee ondersoorten:
- M. s. superciliosus: oostelijk Afrika,  Madagaskar en Comoren.
- M. s. alternans: westelijk Angola en noordwestelijk Namibië.

## Status
De madagaskarbijeneter heeft een groot verspreidingsgebied en daardoor alleen al is de kans op de status  kwetsbaar (voor uitsterven) gering. De grootte van de populatie is niet gekwantificeerd, maar waarschijnlijk stabiel. Om deze redenen staat de madagaskarbijeneter als niet bedreigd op de Rode Lijst van de IUCN.